# Марамурешский диалект
Марамурешский диалект — один из диалектов современного румынского языка, распространённый на территории исторической области Марамуреш в современной Румынии и Украине. Наиболее близок кришанскому диалекту.

## Классификация
Марамурешский диалект, вместе с кришанским диалектом, являются частью относительно фрагментированной трансильванской диалектной группы. Эти диалекты, наряду с молдавским и банатским, составляют северную группу диалектов румынского языка (южная группа состоит из одного лишь мунтенского диалекта).
В связи с раздробленностью и переходным характером трансильванских диалектов, выделение марамурешского диалекта в отдельную разновидность представляет трудности из-за относительно небольшого числа отличительных фонетических особенностей. По этой причине многие исследователи, особенно на ранних этапах изучения диалектов румынского языка, не признавали марамурешский в качестве отдельного диалекта. Такой точки зрения придерживались, например, Густав Вейганд, Александру Филиппиде, Йоргу Йордан и Эмануэл Василиу. В последующих работа существование этой разновидности подтверждалось или отвергалось, в зависимости от выбранных критериев классификации. Современные классификации, например, предложенные в работах Ромулуса Тодорана, Иона Котяну и других исследователей, признают отдельный марамурешский диалект.

## Географическое распространение
Марамурешский диалект распространён на территории, примерно совпадающей с исторической областью Марамуреш, включая как часть, принадлежащую современной Румынии, так и часть, принадлежащую Украине. В Румынии, зона распространения диалекта покрывает северо-восточную часть уезда Марамуреш, по долинам рек Тиса, Вишеу, Мара и Косэу; много носителей диалекта сосредоточено в городах Сигету-Мармацией, Вишеу и Борша. На Украине, носители диалекта проживают в восточной части Закарпатской области (регион Северный Марамуреш); их число снижается.

## Субдиалекты
Несмотря на компактную зону распространения, в марамурешском диалекте можно выделить, используя в первую очередь лексические особенности, три субдиалекта::
- центральный, наиболее репрезентативный;
- северо-западный, подвергшийся влиянию говоров области Оаш[англ.];
- юго-восточный.

## Особенности
Многие особенности марамурешского диалекта показывают его близость с кришанским диалектом, с другими трансильванскими говорами и, в некоторой степени, с молдавским диалектом.

### Фонетика
- Гласные звуки [e, ə, o] в середине слова закрываются соответственно до [i, ɨ, u] или до промежуточных позиций. Наиболее частой является замена [e] на [i̞]: [di̞, di̞ la] вместо стандартного de, de la.
- В случаях, когда звук [e] появляется в двух последовательных слогах, первый [e] открывается до [ɛ]: [ˈfɛte] (стандартное произношение fete [ˈfete]).
- Дифтонг [o̯a] сводится к монофтонгу [ɔ]: [uˈʃɔrə, ˈnɔptʲe] вместо стандартного ușoară [uˈʃo̯arə], noapte [ˈno̯apte].
- Гласные переднего ряда, следующие за согласными [s, z, ʃ, ʒ, t͡s, d͡z, r], становятся средними, а дифтонг [e̯a] сводится к [a]: [ˈsɨŋɡur, ˈsarə, ˈzamə, ʒɨr, t͡sɨn, d͡zɨ] вместо стандартного singur, seară, zeamă, jir, țin, zi.
- Согласные [t͡ʃ, d͡ʒ] менее палатализированы, нежели в стандартном произношении, и следующая за ними [e] превращается в среднюю [ə]: [t͡ʃər, d͡ʒər] вместо стандартного cer, ger.[4]
- После губных согласных, [e] превращается в [ə], а дифтонг [e̯a] сводится к монофтонгу [a]: [mərɡ, ˈmarɡə, pə] вместо стандартного merg, meargă, pe.
- Дифтонг [e̯a] под ударением в конце слова сводится к монофтонгу [ɛ]: [aˈvɛ, vrɛ] вместо стандартного avea, vrea.
- Дифтонг [ja] в определённых словах превращается в [je]: [bəˈjet, muˈjet] вместо стандартного băiat, muiat.
- Оглушённые [i, u] встречаются на конце слов: [pəkuˈrarʲ, ˈt͡ʃərʲʷ] вместо стандартного păcurar, cer.
- Дифтонг [ɨj] сводится к монофтонгу [ɨ]: [ˈkɨnʲe, ˈmɨnʲe, ˈpɨnʲe] вместо стандартного cîine, mîine, pîine.
- Этимологическая [ɨ] сохраняется в таких словах как îmblu, îmflu, întru (стандартное umblu, umflu, intru).
- Архаические [d͡z, d͡ʒ] сохраняются в таких словах, как [d͡zɨk, d͡ʒos, d͡ʒok] (сравнить со стандартным [zik, ʒos, ʒok]).[5]
- Согласные [l, n] палатализируются, если за ними следуют гласные переднего ряда: [ˈlʲemnʲe, ˈvinʲe] в словах lemne, vine.
- Палатализация губных согласных, идущих перед гласными верхнего ряда, имеет следующие особенности:
  - [p] превращается в [ptʲ]: [ˈptʲelʲe] в стандартном piele;
  - [b] превращается в [bdʲ]: [ˈbdʲinʲe] в стандартном bine;
  - [m] превращается в [mnʲ]: [mnʲik] в стандартном mic;
  - [f] превращается в [s]: [sə ˈsije] в стандартном să fie;
  - [v] превращается в [z]: [ˈzjerme] в стандартном vierme.

### Морфология и синтаксис
- Притяжательный артикль не изменяется по родам и числам: a meu, a mea, a mei, a mele («мой, моя, мои», сравнить со стандартным al meu, a mea, ai mei, ale mele).
- Указательные местоимения ближе к исходным латинским: aista, aiasta.
- Некоторые глаголы 1-го и 4-го спряжений не принимают окончание -ez и -esc: lucră, mă rușin, străluce («он/она работает», «я стесняюсь», «[оно] блестит», сравнить со стандартным lucrează, mă rușinez, strălucește). С другой стороны, окончание -esc иногда встречается в глаголах, которые в стандартном языке это окончание не используют: împărțăsc, omorăsc, simțăsc («я делю», «я убиваю», «я чувствую», сравнить со стандартным împart, omor, simt).
- В некоторых формах глаголов звук [n] заменяется другими звуками: [spuj, viw, viˈind] («я говорю», «я прихожу», «приходя, приходящий», сравнить со стандартным spun, vin, venind). Эта особенность встречается также и в мунтенском диалекте.
- Вспомогательной частицей, используемой в сложном перфекте в 3-м лице, является o для единственного и or / o для множественного числа: [o d͡zɨs, or d͡zɨs] («он сказал», «они сказали», сравнить со стандартным a zis, au zis).
- Следующие формы глаголов встречаются в 3-м лице сослагательного наклонения, как в единственном, так и во множественном числе: să deie, să steie, să beie, să vreie, с окончанием на [ˈeje], в то время как в стандартном языке используется să dea, să stea, să bea, să vrea, с окончанием на [ˈe̯a].
- Плюсквамперфект может составляться аналитическим способом: m-am fost dus, am fost venit («я ушёл», «я пришёл», сравнить со стандартной синтансической формой mă dusesem, venisem).
- Глаголы a aduce «приносить» и a veni «приходить» имеют специфические формы императива: adă, vină (стандартное adu, vino).
- Существует общая тенденция к сокращению слов: o fo (стандартное a fost), Gheo (вместо Gheorghe, мужское имя) и т.п.

### Лексика
- Характерные слова: a cușăi («пробовать», стандартное a gusta), cocon («ребёнок», стандартное copil), pup («цветочный бутон», стандартное boboc), potică («аптека», стандартное farmacie), zierme («змея», стандартное șarpe).

### Пример
Марамурешский диалект: [sə ˈrɔɡə lu dumnʲeˈd͡zəw ɨʃ ˈfat͡ʃə ˈkrut͡ʃə ʃɨ ˈd͡zɨt͡ʃə ‖ ˈdɔmnʲe aˈd͡ʒutəm ‖ ʃɨ feˈmɛja jɛ ũ wow ʃɨl ˈspard͡ʒə dʲe kar ka səj sije uˈʃɔrə arəˈtura ka ʃɨ wowu]
Стандартный румынский: Se roagă lui Dumnezeu, își face cruce și zice: Doamne, ajută-mi. Și femeia ia un ou și-l sparge de car, ca să-i fie ușoară arătura, ca și oul.
Русский перевод: "Она молится богу, крестится и говорит: господи, помоги мне. И женщина берёт яйцо и разбивает его о повозку, чтобы пахота была такой же лёгкой, как то яйцо."